# Волосово (Торжокский район)
Волосово — деревня в Торжокском районе Тверской области. Входит в состав Рудниковского сельского поселения.

## География
Деревня расположена в 4 км на юг от центра поселения деревни Рудниково и в 29 км на запад от Торжка.

## История

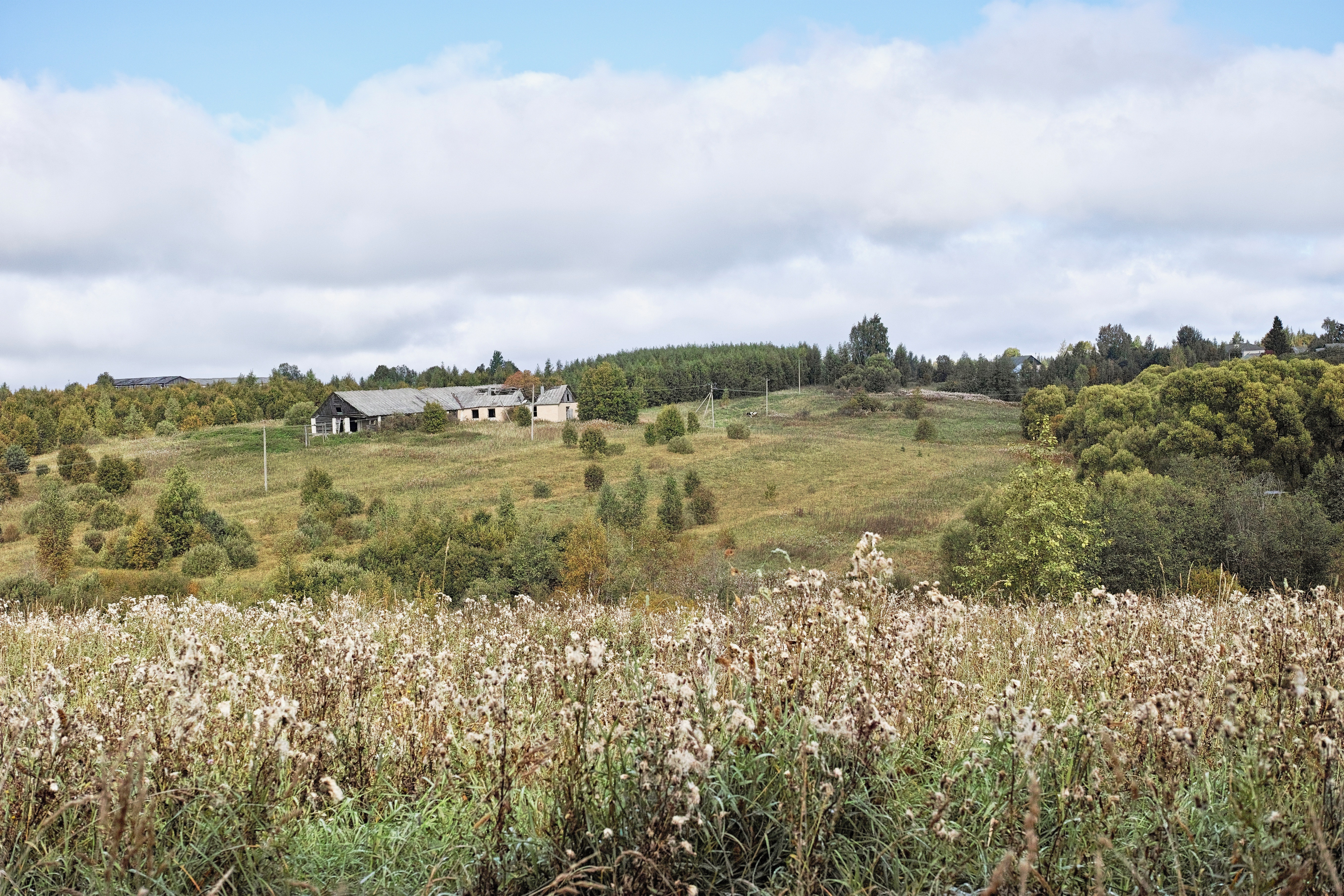
Близ Волосово

В 1746 году в селе была построена Богоявленская церковь с 2 престолами: в холодной — Богоявления Господня, в теплой Великомученицы Екатерины. Церковные документы: опись 1846 года, метрики с 1812 года, исповедные с 1826 года.
В конце XIX — начале XX века село входило в состав Пречисто-Каменской волости Новоторжского уезда Тверской губернии.
С 1929 года деревня входила в состав Рудниковского сельсовета Торжокского района Тверского округа Московской области, с 1935 года — в составе Калининской области, с 1994 года — в составе Рудниковского сельского округа, с 2005 года — в составе Рудниковского сельского поселения.

## Население
| 1859 | 1884 | 2002 | 2010 |
| ---- | ---- | ---- | ---- |
| 105  | ↗117 | ↘33  | ↘30  |

## Достопримечательности
В деревня находится Церковь Богоявления Господня (1746).